# La Nouvelle Marge
La nouvelle Marge (France) ou Y'a de la Marge au balcon (Québec) (Large Marge) est le 4e épisode de la saison 14 de la série télévisée d'animation Les Simpson.

## Épisode
Au cours d'une après-midi avec Lisa, Homer J. Simpson se fait draguer par deux femmes sous les yeux de Marge. Inquiète de ne plus plaire à Homer, celle-ci décide de subir une intervention de chirurgie esthétique visant à supprimer ses bourrelets. Mais le chirurgien se trompe et lui pose les implants mammaires de la secrétaire de Quimby. Tout d'abord révoltée et s'habituant difficilement à sa nouvelle poitrine, Marge finit par s'habituer aux nouvelles attentions dont elle est l'objet de la part de tous. Elle décide donc de les garder et devient mannequin. Pendant ce temps-là, Bart essaie de reproduire les exploits de Krusty qu'il a vu à la télé et souille le drapeau américain. Il s'en tire en mettant tout sur le dos de Krusty qui est obligé de cesser la violence à la télé. Bart élabore alors un plan pour redorer l'image de Krusty. Ce plan consiste à faire croire que Milhouse est en danger face à un éléphant et Krusty est censé le sauver en prononçant le mot « rotoplo ». Mais au moment opportun, il ne s'en souvient pas et Bart et Milhouse se font manger par l'éléphant. Marge empêche la police de tirer sur l'éléphant en se dénudant. Ce faisant, Krusty se rappelle le mot à prononcer et sauve les enfants. Marge se fait ensuite retirer ses implants.